# Quia (egípcia)
Quia (Kiya) foi uma esposa secundária do faraó Amenófis IV, mais conhecido como Aquenáton, da XVIII dinastia egípcia (Império Novo).
Julga-se que o seu nome seja uma forma abreviada de um nome de provável origem estrangeira. Quia seria de origem mitanita; durante o reinado de Amenófis III, pai de Aquenáton, chegou ao Egipto um séquito composto por 317 mulheres que acompanhavam Guiluquepa, uma dama de Mitani que casou com Amenófis III. Quia poderia pertencer a este grupo.
Quia é frequentemente mencionada nas fontes da sua época como "a dama" (em egípcio: ta chepset). Possuía um peculiar título, "grande esposa amada do rei". Nefertiti, a esposa principal de Aquenáton, tinha o título de "grande esposa real", que lhe concedia uma maior importância. O título de Quia coloca-a numa posição superior ao das outras mulheres do harém, porém não a posicionava no mesmo grau que Nefertiti, nem lhe concedia atributos religiosos. 
Nas representações artísticas, Quia nunca surge usando uma coroa e o seu nome não é inscrito no interior de uma cartela.
Tem sido proposto que Quia foi mãe de dois filhos de Aquenáton, Tutancâmon e de Semencaré, embora se esteja longe da unanimidade neste aspecto. 
Quia faleceu antes de Aquenáton. O seu nome foi apagado de várias inscrições, desconhecendo-se quem seria o responsável por ordem este acto. Julga-se que o túmulo número 55 do Vale dos Reis (KV 55) estaria preparado para Quia, já que nele foram achados objectos do período de Amarna, entre os quais um caixão feito para uma mulher, mas que foi usado por um homem (no seu interior encontrou-se uma múmia que se julga ser a de Semencaré ou Aquenáton). O caixão possuía inscrições que se referiam a uma mulher, mas foram alteradas para se referirem a um homem.